# Morihiro Saito
Morihiro Saito (斉藤 守弘, Saitō Morihiro) (Ibaraki, 31 de março de 1928 – Iwama, 13 de maio de 2002) foi um grande mestre de aiquidô, principal aluno do Fundador da arte marcial, Morihei Ueshiba.

## Biografia
Começou o seu treino em 1946 no dojo privado do fundador, em Iwama. Durante anos, trabalhou arduamente sem remuneração para o fundador do aiquidô de forma a poder estar mais perto deste, chegando, inclusive, a casar-se a contragosto num casamento arranjado pelo Fundador. Devido à forma como o serviu, e depois de várias sugestões de desistência de tal serviço, Morihei Ueshiba deu-lhe uns terrenos da sua quinta onde construiu uma casa para o seu aluno, mesmo em frente ao Templo do Aikido Aiki Jinja.
Após a morte do fundador, Morihiro Saito tornou-se o dojo cho (reitor) do dojo do Fundador e Guardião do Templo do Aiquidô, por vontade deste. Manteve esta posição até à sua morte, em maio de 2002, vitima de cancro esofagogástrico.
Ao longo da sua vida de mais de cinquenta anos de prática contínua de aiquidô, sempre teve uma posição muito dura no que respeita à prática do aiquidô, mantendo sempre o estilo adoptado pelo Fundador nos anos 50, nunca aceitando as modificações feitas pela organização Aikikai ao aiquidô de seu mestre Morihei Ueshiba.
Através dos anos, o estilo tradicional que preservara com tanta dedicação começa a ser conhecido, primeiramente, como Iwama Style e, depois, como Iwama Ryu. De forma a não colidir ainda mais com o Aikikai, cria, nos anos 90, um sistema de graduação especifico para as armas do aiquidô, que a ele só foram transmitidas pelo fundador desta arte.
Foi o único mestre a preservar as técnicas de taijutsu e bukiwaza do fundador. Desde cedo, procurou criar uma escola guardiã de um corpo técnico e filosófico bem definido e claro, não sujeito a alterações, tendo vários alunos espalhados em todos os continentes. A escola de Iwama e o Templo foram entregues ao shihan HIROSHI ISOYAMA. O estilo AIKIKEN ao Sensei Shigemi Inagaki, que aparece com ele nos livros abaixo citados.
Foi o autor do livro Traditional Aikido (volumes de I a V)(1974), onde, pela primeira vez, é apresentado o aiquidô originário do fundador. Mais tarde, publica 5 volumes de uma obra intitulada Takemusu Aikido. Contudo, esta obra fica incompleta, pois não chegou a publicar os volumes sobre as armas do aiquidô. Foi também autor de cinco ou sete filmes super 8 de aiquidô (mais tarde transferidos para vídeo) e de inúmeros vídeos.
Durante anos, viajou por todo o mundo tentando difundir o aiquidô originário de Morihei Ueshiba, tendo sido bem sucedido, apesar de nunca ter formado uma organização própria.
Criou o termo Ken Jo Taijutsu Riai ou seja a União das verdades do sabre, do pau e das técnicas de corpo a corpo.
Conhecido por ser um mestre extremamente rigoroso e meticuloso, sempre exigiu uma execução padronizada das técnicas de base, tanto de armas como de taijutsu.
O seu carácter jovial e a sua natural habilidade para ensinar atraíram, ao longo dos anos, a Iwama, milhares de alunos que ali ficaram como uchi deshi, no dojo do Fundador Morihei Ueshiba.
Em Iwama, viveu ao lado dos seus alunos e família, que sempre esteve envolvida no desenvolvimento do aiquidô e sempre o apoiou. Gostava de cozinhar e fazia-o constantemente, oferecendo refeições tradicionais aos seus alunos.
Além da cozinha, dedicava-se à agricultura e jardinagem tipo japonesa. Até os últimos momentos, nunca se cansou de trabalhar na quinta de seu mestre, mantendo os jardins, as árvores do templo e as hortas em bom estado.
Depois da sua morte, foi sucedido localmente pelo seu filho Hitohiro Saito que, mais tarde, colidiu com a Fundação do Aikikai e foi proibido de usar o nome aiquidô e de entrar na quinta do aiquidô, em Iwama. Assim, cria a Iwama Shin Shin Aiki Shuren Kai, organização pessoal com fim ao estudo e aperfeiçoamento das artes praticadas pelo pai, nomeadamente o aiquidô e Shurikenjutsu. Dado Hitohiro Saito ser religioso, introduziu na sua escola a prática do Shintoísmo conforme a interpetação local[carece de fontes?].
Os seus alunos mais graduados são o Ulf Evenas e Paolo Corallini[carece de fontes?], respectivamente 7º Dan, que fundaram uma organização na Europa, filiada ao Aikikai, com o fim estrito de preservar e divulgar o corpo técnico sem modificações, conforme Saito Sensei o defendeu durante anos.
Actualmente, as aulas na quinta do aiquidô não mais são dadas pelo mestre Hiroshi Isoyama, 8º Dan, discípulo do fundador (e Sensei de Steven Seagal Sensei), mas principalmente por Shigemi Inagaki Shihan e outros mestres igualmente discípulos do fundador ou antigos alunos de Saito Sensei. A prática de jardinagem e vida tradicional Japonesa mantém-se ao lado da prática de aiquidô tradicional do Mestre Morihiro Saito.
Muitos Aikidokas de todo o mundo treinam em Iwama e alguns como uchideshi.